# Kawęczyn-Kolonia
Kawęczyn-Kolonia – wieś w Polsce położona w województwie lubelskim, w powiecie zamojskim, w gminie Sułów.
W latach 1975–1998 miejscowość administracyjnie należała do województwa zamojskiego.
Wieś jest sołectwem w gminie Sułów. Według Narodowego Spisu Powszechnego z roku 2011 wieś liczyła 61 mieszkańców.
| 2011                                 | 2012 | 2013 | 2014 | 2015 |
| ------------------------------------ | ---- | ---- | ---- | ---- |
| 61                                   | bd   | 64   | 61   | 61   |
| Źródło: Dane własne gminy w BIP, GUS |      |      |      |      |